# يربوع منغولي ثلاثي الأصابع
اليربوع المنغولي ثلاثي الأصابع (الاسم العلمي: Stylodipus sungorus) نوع من القوارض من فصيلة اليربوعيات متوطن في منغوليا.